# Peter Joseph Hundt
Peter Joseph Hundt, né le 26 août 1956 à Hanover en Ontario, est un prélat canadien de l'Église catholique. Depuis 2018, il est l'archevêque de l'archidiocèse de Saint-Jean dans la province de Terre-Neuve-et-Labrador. De 2011 à 2018, il était évêque du diocèse de Corner Brook et du Labrador dans la même province. De 2006 à 2011, il était évêque auxiliaire de l'archidiocèse de Toronto en Ontario.

## Biographie
Peter Joseph Hundt est né le 26 août 1956 à Hanover en Ontario,,,. Il a étudié au séminaire de Saint-Pierre (en) à London en Ontario. Le 8 mai 1982, il a été ordonné prêtre pour le diocèse de Hamilton en Ontario,,,,.
De 1982 à 1985, il a été pasteur adjoint à la paroisse Saint-Eugène à Hamilton en Ontario. Par la suite, il a effectué des études de deuxième cycle universitaire à l'université pontificale Saint-Thomas-d'Aquin de Rome en Italie d'où il a été diplômé d'une licence en droit canon en 1987. À son retour au Canada, en 1987, il a été nommé vice-chancelier du diocèse de Hamilton. Il occupa ce poste jusqu'en 1990 lorsqu'il fut nommé chancelier jusqu'en 1994. De 1994 à 2006, il a été pasteur de la paroisse Sainte-Croix à Georgetown en Ontario.
Le 11 février 2006, il a été nommé évêque auxiliaire de l'archidiocèse de Toronto en Ontario et évêque titulaire de Tarasa-en-Byzacène (de) par le pape Benoît XVI,,,,. Le 25 avril suivant, il a été consacré évêque en la cathédrale-basilique du Christ-Roi de Hamilton avec le cardinal Aloysius Ambrozic, archevêque de Toronto, comme principal consécrateur et les évêques Anthony Frederick Tonnos (de), évêque de Hamilton, et Matthew Francis Ustrzycki (de), évêque titulaire de Nationa (en) et évêque auxiliaire de Hamilton, comme principaux co-consécrateurs,,,.
Le 1er mars 2011, il a été nommé évêque du diocèse de Corner Brook et du Labrador dans la province de Terre-Neuve-et-Labrador où il a inauguré son épiscopat le 13 avril 2011,,,,.
Le 12 décembre 2018, il a été nommé archevêque de l'archidiocèse de Saint-Jean à Terre-Neuve-et-Labrador par le pape François dont il a pris la possession canonique le 29 janvier 2019,,,,.

## Armoiries et devise
Le blason de Peter Joseph Hundt comprend un chef vert avec deux clefs d'or croisées symbolisant saint Pierre apôtre, son saint patron, avec un cor de chasse d'argent embelli d'or suspendu à elles symbolisant son héritage germain. La partie principale de son blason est une champ rebattu de douze pals d'argent et de sinople, ses couleurs familiales. Ces pals représentent également le passé agricole de Peter Joseph Hundt ainsi que des références bibliques. Le fait qu'il y ait douze pals représente les Douze Apôtres choisis par Jésus-Christ ainsi que la succession apostolique. Au centre du champ principal, il y a une croix latine simple d'or qui rappelle le passage de l'épître aux Galates de saint Paul : « Pour ce qui me concerne, loin de moi la pensée de me glorifier d'autre chose que de la croix de notre Seigneur Jésus-Christ » (chapitre 6, verset 14).
La devise de Peter Joseph Hundt est « Deus Caritas Est » qui signifie « Dieu est amour » en latin,. Cette phrase est tirée de la première épître de saint Jean au chapitre 4, verset 16 et correspond au titre de la première encyclique du pape Benoît XVI, Deus caritas est.